# Nova Anglaterra
La Nova Anglaterra (New England, en anglès) és una regió dels Estats Units localitzada a l'extrem nord-est del país. Limita amb el Canadà pel nord, l'oceà Atlàntic per l'est i pel sud, i l'estat de Nova York per l'oest. Inclou, en ordre orogràfic de nord-est a sud-oest, els sis estats de Maine, Nou Hampshire, Vermont, Massachusetts, Rhode Island i Connecticut. La Nova Anglaterra no és una divisió administrativa dels EUA, sinó una regió cultural i històrica.
És la regió dels EUA amb major nivell econòmic (47.100 $ de renda per hab.) i qualitat de vida. També és la regió amb major proximitat cultural a Europa (conserva orgullosament costums i tradicions des dels ss. XVII-XVIII) i amb un major nivell cultural i educatiu (seu dels prestigiosos centres educatius de Harvard, Boston College, l'Institut Tecnològic de Massachusetts, Brown University i Yale, entre d'altres). També acull centres d'estiueig reputats i sovint elitistes (New Haven a Connecticut, Newport a Rhode Island, Portsmouth a Nou Hampshire, tots ells a la costa), altres centres de turisme i estiueig menys elitistes com ara les illes de Martha's Vineyard i Nantucket, centres més populars com ara la península de Cape Cod, la major part de les costes de Maine i de Massachusetts, i centres de turisme de tardor (per gaudir de l'espectacle de les fulles de colors, fenomen anomenat "fall foliage") i hivernal, d'esquí, a les muntanyes Apalatxes a l'oest de la regió. La Nova Anglaterra acull al 4,7% de la població dels EUA (14,3 milions d'habitants), però aporta el 5,5% del PNB nacional.
Dins dels Estats Units, el terme yankee (ianqui en català) s'usa per referir-se a la gent de la Nova Anglaterra, sigui de forma juganera, descriptiva col·loquial o pejorativa, mentre que dins la mateixa regió el terme s'ha usat en el passat per referir-se als descendents directes dels colons originals anglesos.
La ciutat de Boston, amb uns 600.000 habitants (5,8 milions a l'àrea metropolitana) és el centre cultural i industrial més important de la zona, així com la "capital cultural" i la ciutat gran més antiga dels EUA. La regió de la Nova Anglaterra està poblada majoritàriament (al voltant del 90%) per anglosaxons descendents d'europeus (hi ha una destacada minoria francòfona a Maine i Nou Hampshire). Destaca políticament pel seu caràcter progressista, sent un "feu" del progressisme i del Partit Demòcrata.

## Geografia
Originalment, Nova Anglaterra només estava formada per les colònies angleses de Connecticut, Massachusetts, Nou Hampshire i Rhode Island, però després d'un temps es van subdividir els territoris i avui la regió sencera inclou els estats de:
- Connecticut (capital: Hartford)
- Maine (capital: Augusta)
- Massachusetts (capital: Boston)
- Nou Hampshire (capital: Concord)
- Rhode Island (capital: Providence)
- Vermont (capital: Montpelier)

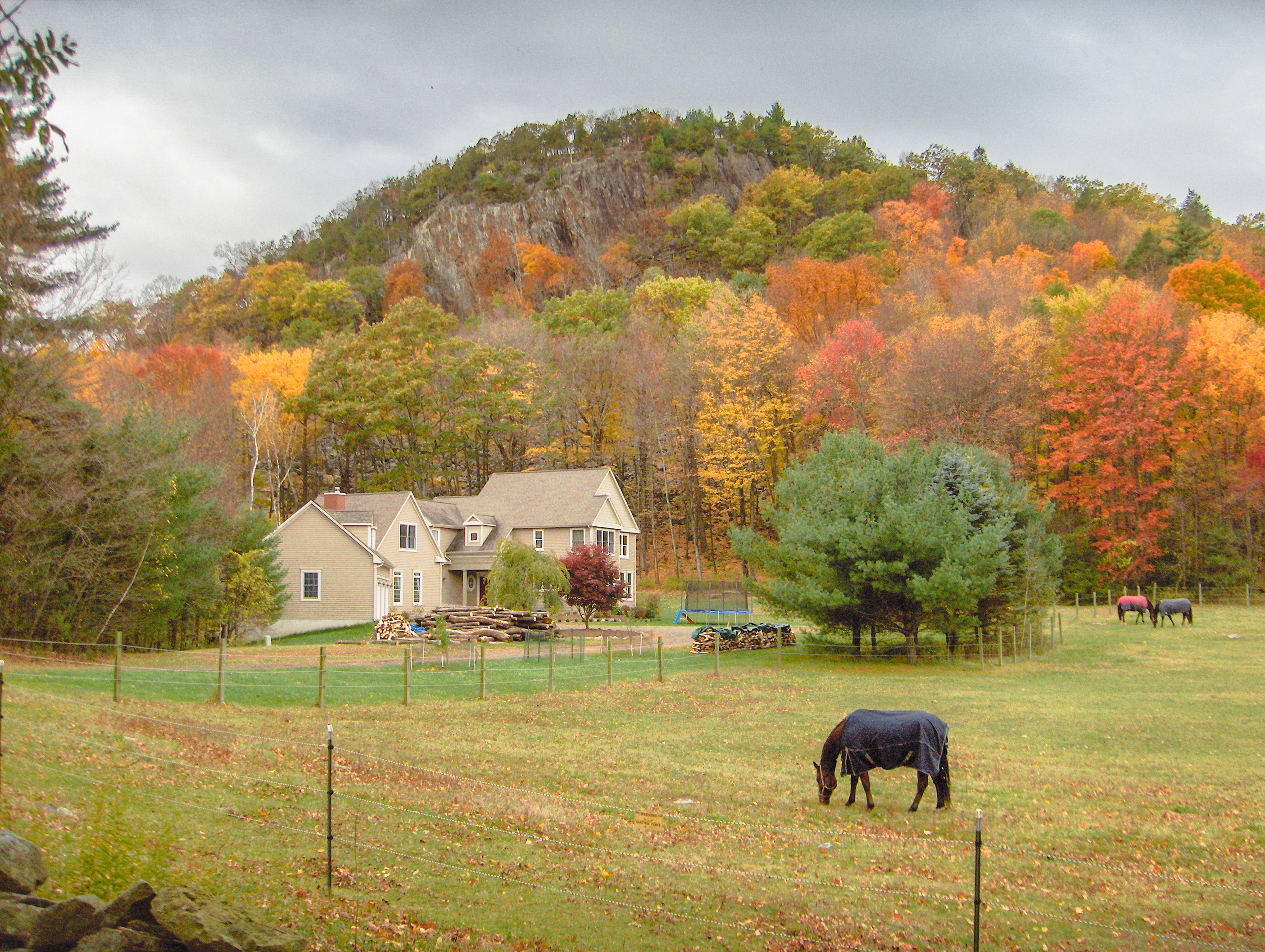
Connecticut
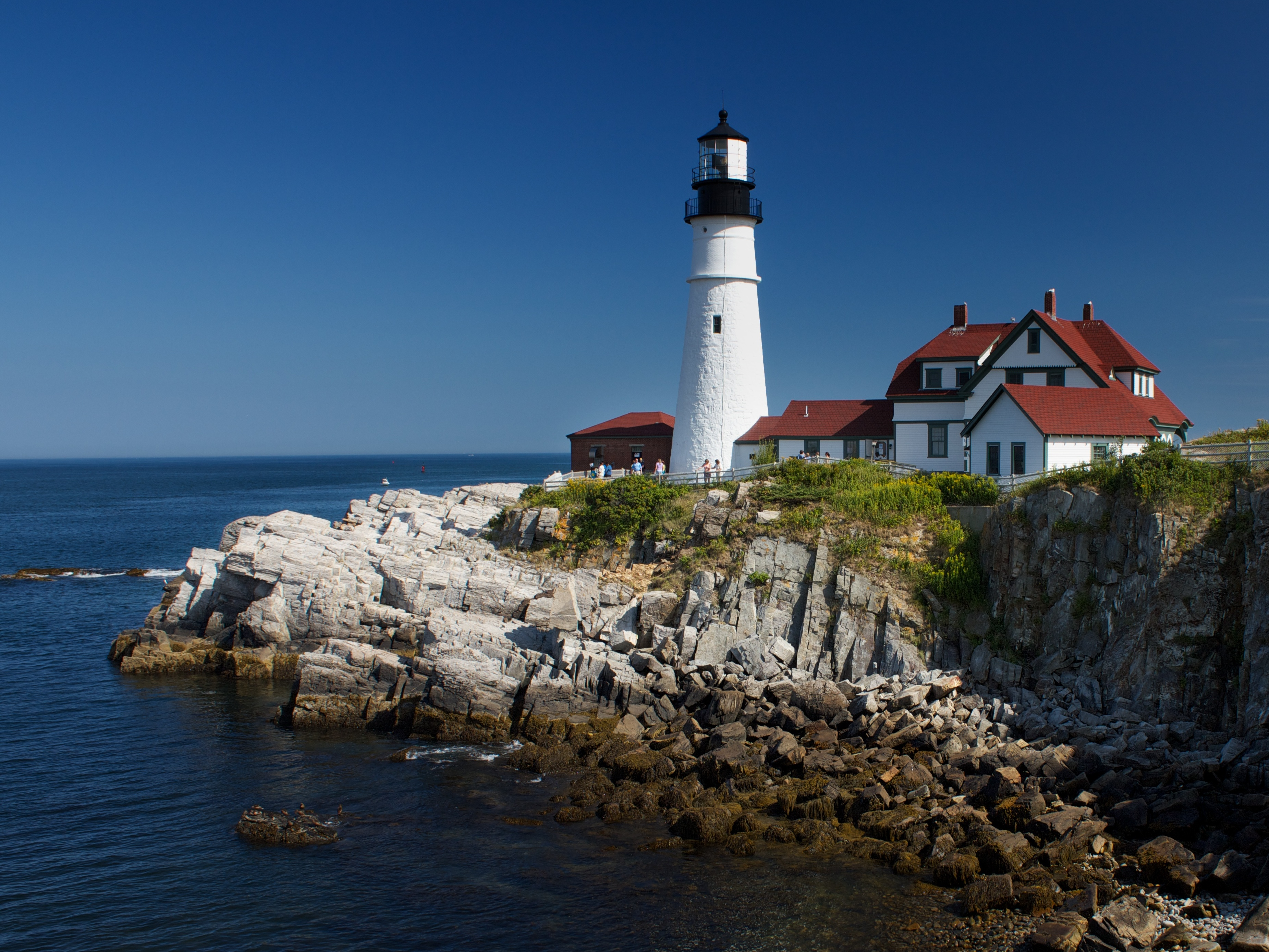
Maine
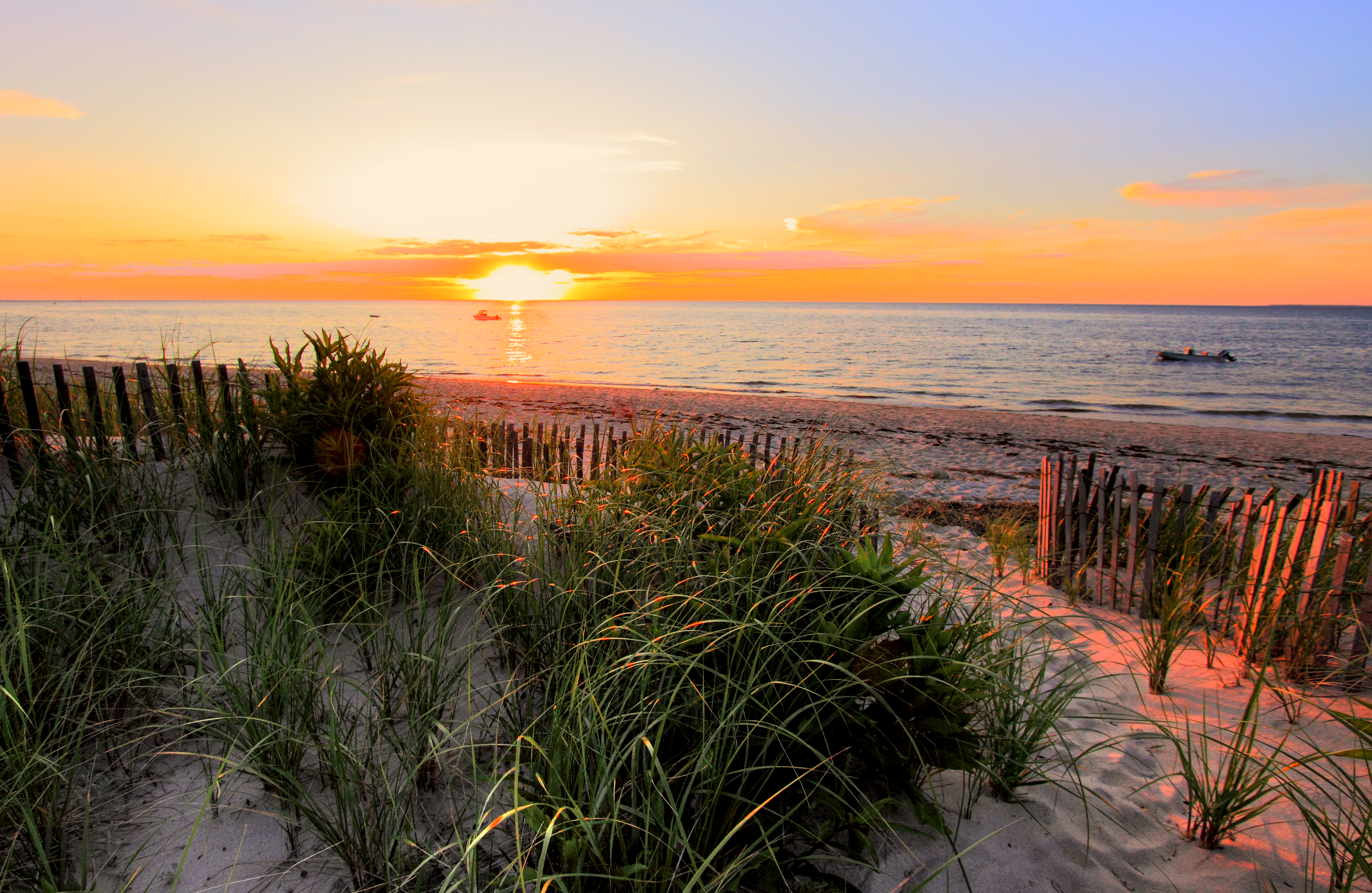
Massachusetts
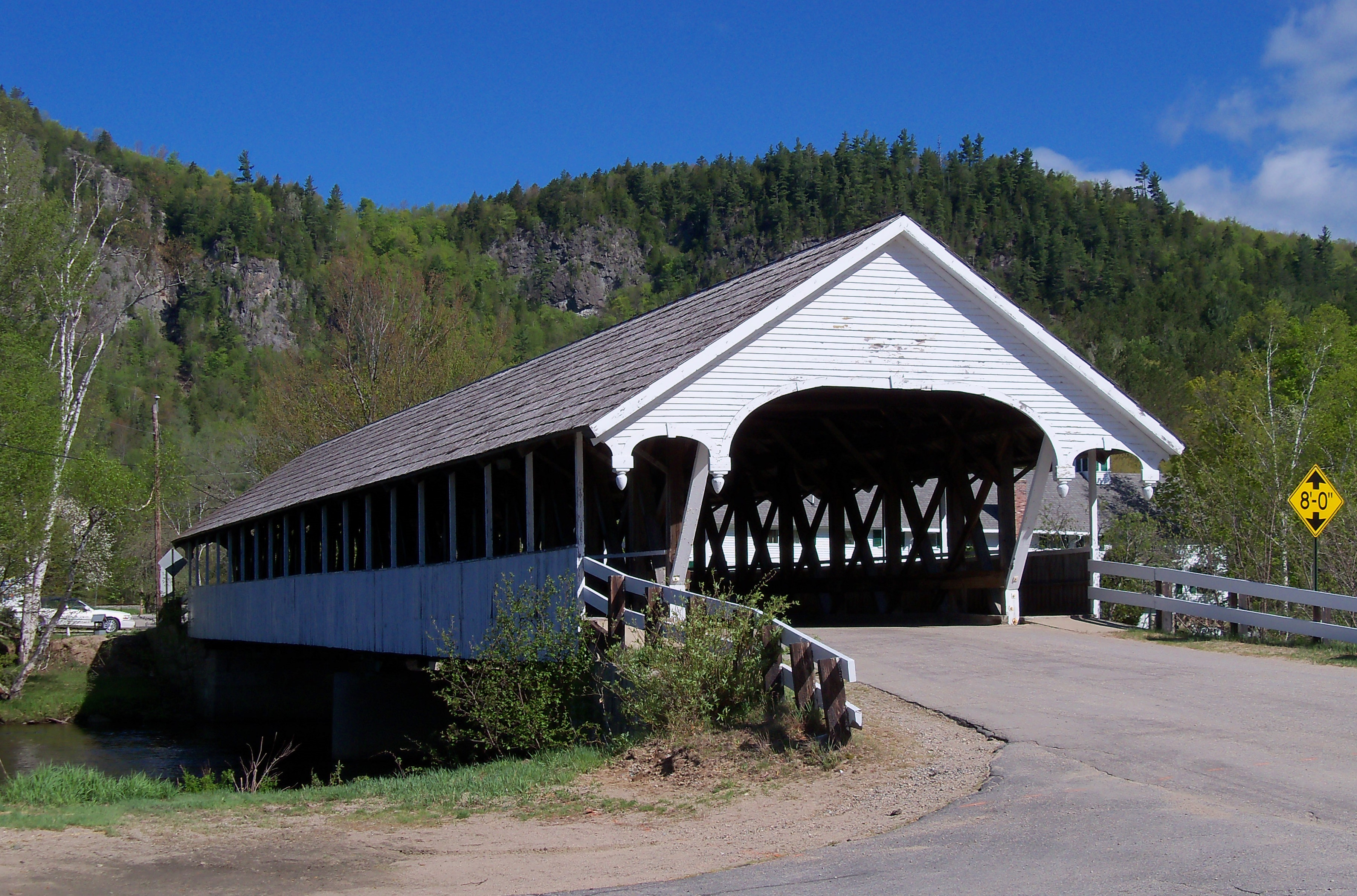
Nou Hampshire
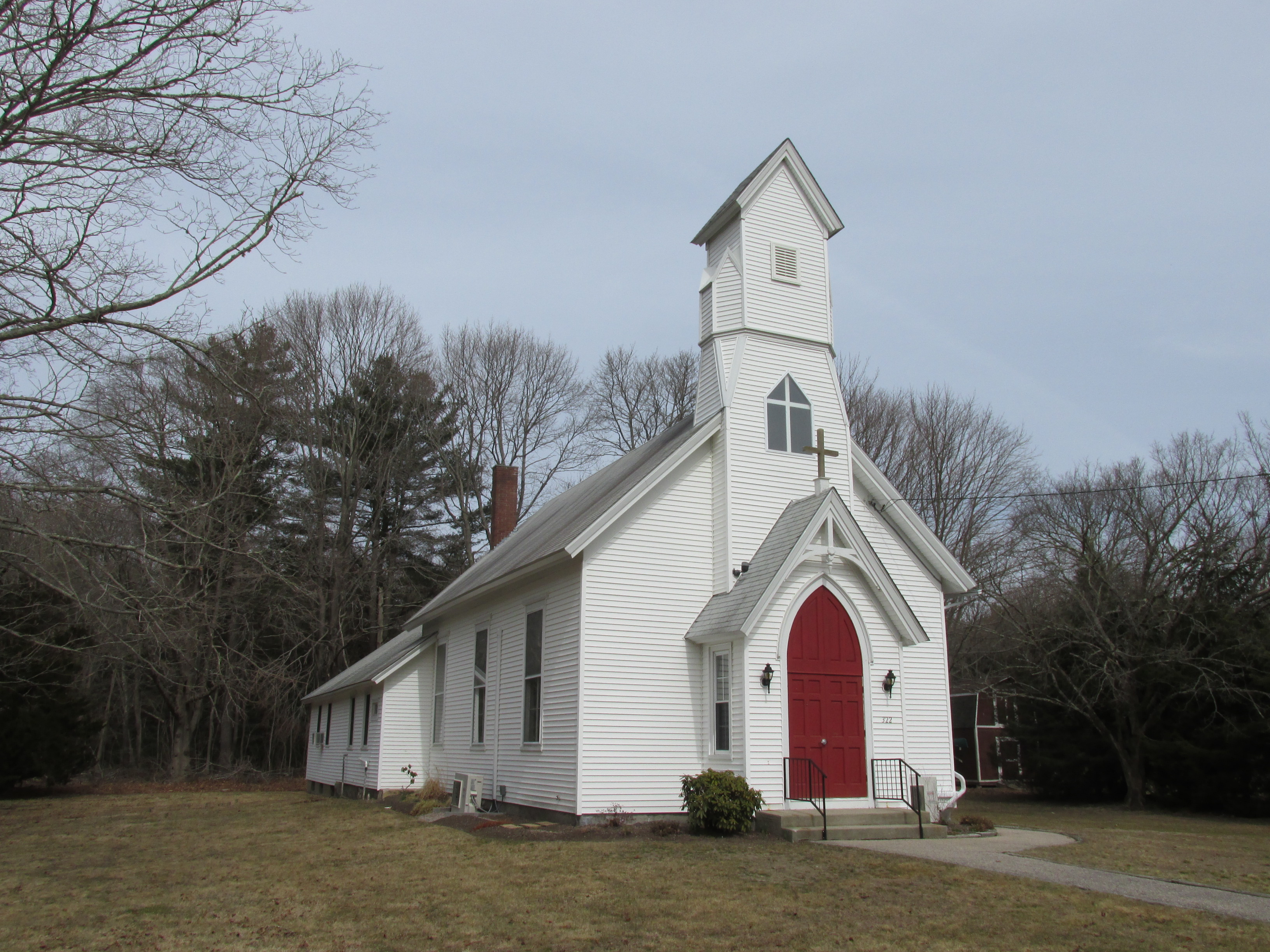
Rhode Island
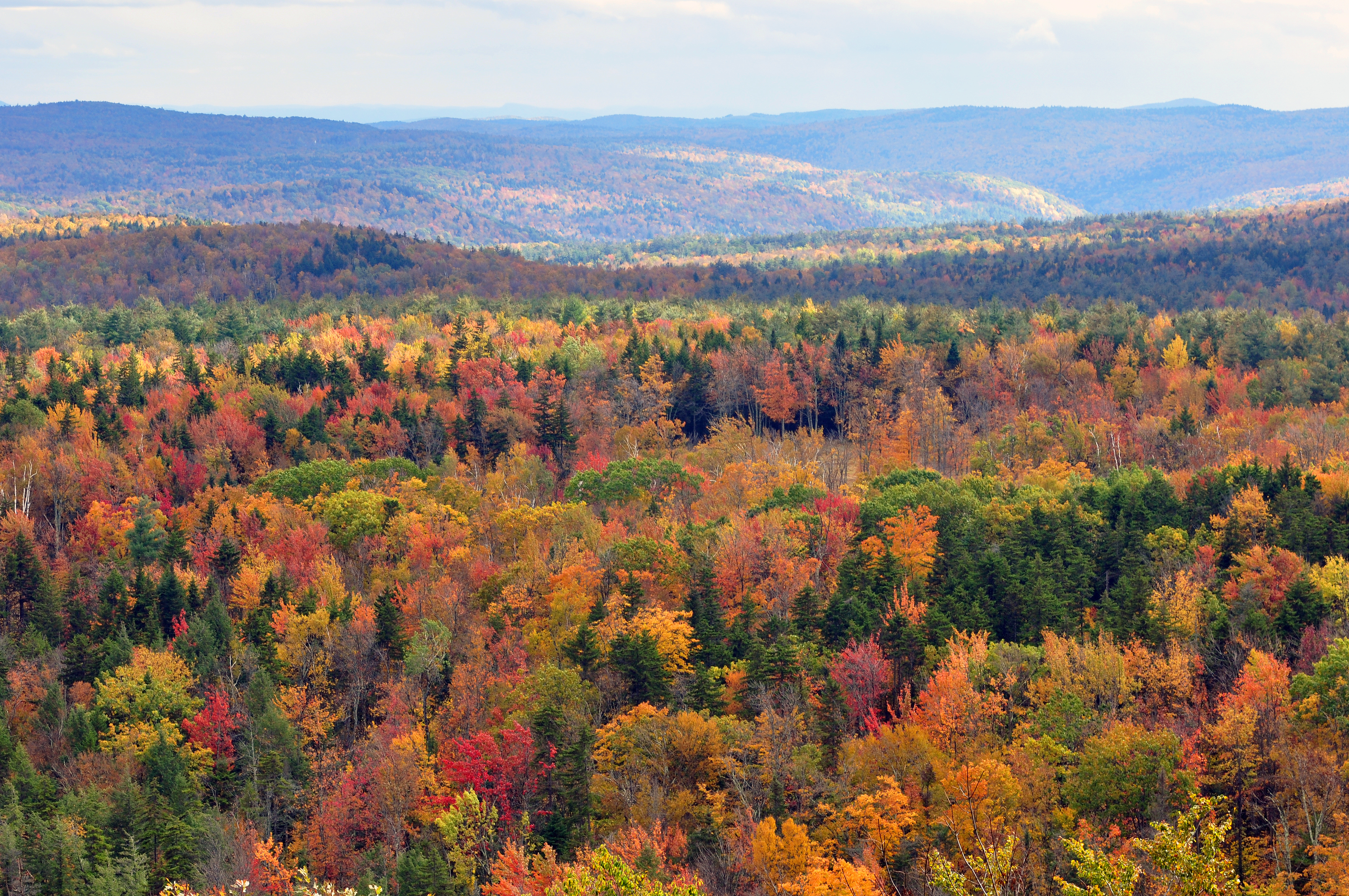
Vermont

El territori de la Nova Anglaterra té una superfície combinada, incloses les superfícies aquàtiques, de 186.447 km², que és una mica més gran que l'estat de Washington i una mica més petita que la Gran Bretanya. L'estat de Maine, a l'est de la regió, és el més gran de la Nova Anglaterra, i tot sol en constitueix gairebé la meitat de l'àrea total, si bé a la col·lectivitat dels Estats Units és només el 39è estat més gran, amb un territori una mica més petit que aquell d'Indiana. La resta dels estats de la Nova Anglaterra es troben entre els més petits del país; de fet, Rhode Island, al sud del territori, n'és el més petit.

### Ciutats més grans
Aquesta és una llista de les deu ciutats més poblades de la Nova Anglaterra segons el cens de l'any 2020.
| Posició | Ciutat      | Estat         | Població (2020) | Població (2020)      |
| Posició | Ciutat      | Estat         | Terme urbà      | Àrea metropolitana   |
| ------- | ----------- | ------------- | --------------- | -------------------- |
| 1       | Boston      | Massachusetts | 675.647         | 4.941.632            |
| 2       | Worcester   | Massachusetts | 206.518         | 923.672              |
| 3       | Providence  | Rhode Island  | 190.934         | 1.604.291            |
| 4       | Springfield | Massachusetts | 155.929         | 699.162              |
| 5       | Bridgeport  | Connecticut   | 148.654         | 939.904              |
| 6       | Stamford    | Connecticut   | 135.470         | (Àrea de Bridgeport) |
| 7       | New Haven   | Connecticut   | 134.023         | 862.477              |
| 8       | Hartford    | Connecticut   | 121.054         | 1.214.295            |
| 9       | Cambridge   | Massachusetts | 118.403         | (Àrea de Boston)     |
| 10      | Manchester  | Nou Hampshire | 115.644         | 406.678              |

### Regions
| №  | Regió                  | №  | Regió                      | Mapa |
| -- | ---------------------- | -- | -------------------------- | ---- |
| 1  | Vall del Champlain     | 20 | Gran Boston                |      |
| 2  | Northeast Kingdom      | 21 | South Shore                |      |
| 3  | Vermont Central        | 22 | Cap Cod i Illes            |      |
| 4  | Vermont Meridional     | 23 | South Coast                |      |
| 5  | Great North Woods      | 24 | Massachusetts Sud-oriental |      |
| 6  | Muntanyes Blanques     | 25 | Vall del Blackstone        |      |
| 7  | Lakes                  | 26 | Metrowest                  |      |
| 8  | Dartmouth–Llac Sunapee | 27 | Massachusetts Central      |      |
| 9  | Seacoast               | 28 | Vall Pioneer               |      |
| 10 | Vall del Merrimack     | 29 | Berkshires                 |      |
| 11 | Monadnock              | 30 | South County               |      |
| 12 | Aroostook              | 31 | East Bay                   |      |
| 13 | Terres Altes de Maine  | 32 | Quiet Corner               |      |
| 14 | Downeast i Acàdia      | 33 | Gran Hartford              |      |
| 15 | Midcoast               | 34 | Vall del Naugatuck Central |      |
| 16 | Southern Coast         | 35 | Northwest Hills            |      |
| 17 | Lakes and Mountains    | 36 | Connecticut Sud-oriental   |      |
| 18 | Vall de Kennebec       | 37 | Connecticut Occidental     |      |
| 19 | North Shore            | 38 | Litoral de Connecticut     |      |